# 프랑수아 뒤발리에
프랑수아 뒤발리에(Dr. François Duvalier, 1907년 4월 14일 ~ 1971년 4월 21일)는 아이티(Haiti)의 대통령이자 정치가, 의사, 문화인류학자였다.
아이티의 수도인 포르토프랭스에서 출생했으며, 애칭으로 이른바 ‘파파독’(Papa Doc)이라 불렸다. 이는 뒤발리에가 의사였던 것에서 유래한다.
그가 아이티의 대통령으로 재임했던 1964년부터 1971년까지 현대에서도 보기 드문 최악의 독재정치를 한 것으로 유명하다. 특히, 그가 만든 비밀경찰인 ‘통통 마쿠트’(Tonton Macoute)는 국민을 공포에 빠뜨렸다.

## 생애
마르티니크 출신의 흑인계 하층민 출신으로서, 1934년에 아이티 대학교 의학부를 졸업한다. 그 후 농촌 의료 봉사에 종사한다. 1938년 경부터 부두교를 연구하면서 수많은 민족학적 논문 및 서적을 발표하면서 아프리카 흑인의 전통을 찬미하는 문화인으로서 평가되었다.
1947년부터 1950년까지 보건장관, 노동장관을 역임했다. 그 시기에 아이티 국민의 다수를 차지하는 흑인 서민계층과 소수파로서 권력을 독점하고 있는 물라토 엘리트층과의 비롯된 대립에서 혼란한 와중에 쿠데타(coup d'état)에 의한 정부붕괴가 잇따랐다.
뒤발리에는 1957년, 민정이양을 위한 대통령 선거에 출마한다. 그는 물라토 엘리트층에 대항한 흑인주의를 표방하면서 흑인층의 지지를 얻어 당선한다. 대통령에 취임한 당초에는 억압되던 부두교의 전통성을 인정하고, 국민복지를 중시하는 진보적인 정책을 펼쳤으며, 혼혈 엘리트들이 독점하고 있던 공직 및 요직을 흑인에게 개방한다.
그러나 서서히 독재정치를 펼치면서 군(軍)의 지도자들을 실각하게 만들어 군대를 분열시킨다. 또한 교회에서 외국인 사제를 추방하면서 뒤발리에는 교회에서 파문되었다(다만, 국민에게서는 환영받았다.). 나중에 교황청과 화해해 부재 성직자를 임명하는 권한을 가지게 되어 아이티의 교회를 자신의 세력안으로 두게 된다.
또, 비밀경찰인 ‘통통 마쿠트’를 만들어 사회를 감시하게 하면서 야당(野黨)까지 모두 비합법화해 비판하는 국민을 체포·처형했다. 이런 행위 때문에 많은 지식인이나 기술자들이 망명하게 된다.
그러한 가운데 자신에 대한 개인 숭배를 강화하고, 자신을 마술사로 선전해 대중 앞에 나설 때 부두교의 신의 한사람으로 분장한다. 민중장악을 위해 종교를 이용하면서 1963년에는 헌법을 정지하였으며, 1964년부터 스스로 종신대통령이 되어 아이티를 지배한다. 미국의 경제원조도 뒤발리에 일족과 그 부하들이 착복하고, 국영기업이나 세입(稅入)도 그의 사재(私財)로 이용하면서 아이티 사회는 뇌물수수가 횡행하게 된다. 아이티 국내는 안정되어 있었지만, 경제는 매우 정체되어 국민이 빈곤한 상태에 빠지게 된다.
이러한 정치를 국제 사회에서는 매우 비난하면서 ‘반공의 요새’라면서 아이티를 지원하던 미국도 경제원조를 중지한다. 1971년 1월 심장병을 이유로 아들을 후계자에 지명했고, 4월 21일에 사망하였다.
프랑수아 뒤발리에의 사후에 아들인 장클로드 뒤발리에가 대통령직을 승계하여 불과 19살의 나이에 대통령이 되었지만 1986년에 실각하고, 독재정치는 종말을 고했다.

## 관련 작품
- 《희극연기자》(1966년, 그레이엄 그린)

1960년대에 뒤발리에 독재정권 시대에 아이티를 방문한 외국인의 사랑과 모험에 찬 서스펜스 소설이다. 《위험한 여로》(The Comedians)라는 이름으로 1967년 엘리자베스 테일러와 리차드 버튼이 출연해 미국에서 영화화되었다.
한편, 뒤발리에는 이 영화에 격분해 주연이었던 엘리자베스 테일러와 리차트 버튼에 부두교의 저주를 걸었다고 알려진다.

## 역대 선거 결과
| 선거명      | 직책명          | 대수 | 정당       | 득표율 | 득표수    | 결과 | 당락 |
| ----------- | --------------- | ---- | ---------- | ------ | --------- | ---- | ---- |
| 1957년 선거 | 아이티의 대통령 | 32대 | 국민통합당 | 72.4%  | 680,509표 | 1위  |      |